# Epicoccum coniferarum
Epicoccum coniferarum är en lavart som beskrevs av Petr. 1934. Epicoccum coniferarum ingår i släktet Epicoccum och familjen Pleosporaceae.   Inga underarter finns listade i Catalogue of Life.